# The Melody at Night, with You
The Melody at Night, with You è un album in studio del musicista statunitense Keith Jarrett, pubblicato nel 1999.

## Tracce
1. I Loves You, Porgy (George Gershwin, Ira Gershwin, Dubose Heyward) - 5:50
2. I Got It Bad (and That Ain't Good) (Duke Ellington, Paul Francis Webster) - 7:10
3. Don't Ever Leave Me (Oscar Hammerstein II, Jerome Kern) - 2:47
4. Someone to Watch Over Me (Gershwin, Gershwin) - 5:05
5. My Wild Irish Rose (tradizionale) - 5:21
6. Blame It on My Youth/Meditation (Edward Heyman, Oscar Levant/Jarrett) - 7:19
7. Something to Remember You By (Howard Dietz, Arthur Schwartz) - 7:15
8. Be My Love (Nicholas Brodszky, Sammy Cahn) - 5:38
9. Shenandoah (trad.) - 5:52
10. I'm Through With Love (Gus Kahn, Fud Livingston, Matty Malneck) - 2:56